# 東京スカパラダイスオーケストラ ライブ
『東京スカパラダイスオーケストラ ライブ』（とうきょうスカパラダイスオーケストラ ライブ）は、東京スカパラダイスオーケストラのライブ・アルバム。1991年3月21日にEPIC/SONY RECORDSからリリースされた。

## 概要
- 1990・91年音源から選び抜き収録されたバンド初のライブ・アルバム。
- 全編カバー曲で占められている。
- アルバムジャケットのイラストはメンバーの林昌幸によるもの。

## 収録曲
1. SHOT IN THE DARK
  - 作曲：Henry Mancini
  - 1990年4月30日 川崎クラブチッタにて収録
2. LUCKY SEVEN
  - 作曲：Campbell
  - 1990年10月20日 日比谷野外大音楽堂、1991年1月19日 インクスティック鈴江ファクトリーにて収録
3. FINGERTIPS
  - 作曲：Henry Cosby, Clarence Paul
  - 1990年4月30日 川崎クラブチッタにて収録
4. BONGO TANGO ～挿入曲リンゴ追分～
  - 作曲：Unknown, 米山正夫
  - 1991年1月19日 インクスティック鈴江ファクトリーにて収録
5. 36-22-36 (THIRTY SIX TWENTY TWO THIRTY SIX)
  - 作曲：Deadric Malone
  - 1990年3月30日 新宿ステレオホールにて収録
6. SUMMERTIME
  - 作曲：DuBose Heyward, George Gershwin
  - 1991年1月19日 インクスティック鈴江ファクトリーにて収録
7. 妖怪人間ベム
  - 作詞：第一動画、作曲：田中正史
  - 1990年3月30日 新宿ステレオホールにて収録